# 峰区
峰区（英語：Peak District）是英格兰中部和北部的高地，主要位于德比郡北部，也覆盖柴郡、大曼彻斯特、斯塔福德郡、约克郡南部和西部等的部分地区。1974年，在地方政府重组前，国家公园位于德比郡、柴郡、斯塔福德郡和约克郡西区的历史县边界线内。
峰区多样性丰富，按照惯例主要分为北部的黑峰和南部的白峰。黑峰荒原广袤、呈砂岩地质；白峰居住人口最多，大部分区域为石灰岩地质。
大部分区域属于峰区国家公园，1951年，它被指定为首个英国国家公园。峰区邻近曼彻斯特、谢菲尔德等主要城市，以及兰开夏郡、大曼彻斯特、谢菲尔德、斯塔福德郡和约克郡南部和西部等郡，加上公路和铁路易于到达，提高了当地的人气。峰区吸引到的游客有时约达2200万每年，在世界国家公园的游客数量位居第二（仅次于日本富士山国家公园），但峰区国家公园管理处认为这一数字是不准确或不持久的，估计每年的游客数在1000万。

## 地理
峰区处于奔宁山脉的最南端，大部分地区是1,000英尺（300米）海拔以上的高地，最高点为金德·斯科特（Kinder Scout），海拔2,087英尺（636米）。这里称为峰区名副其实，通常没有峭立的山峰，主要特征为圆型山和石灰岩断层。这片地区被主要的大城市环绕，包括哈德斯菲尔德、曼彻斯特、谢菲尔德、德比郡及特伦特河畔斯托克Stoke-on-Trent。
峰区国家公园占地面积达555平方英里（1,440km2），覆盖区域为德比郡、斯塔福德郡、柴郡、大曼彻斯特、约克郡南部和西部，包括大部分通常被称为峰区的地区。其北部边界沿着马斯登Marsden与奥尔德姆Meltham西北部的梅尔瑟姆Oldham之间的A62公路，最南端则在德比郡阿什伯恩Ashbourne郊区的A52公路。峰区的分界被排除在密集大型楼宇区及工业区之外。一般而言，巴克斯顿和相邻的采石场都坐落在峰区溪谷的尽头，被峰区三面环绕。 镇及众多村庄，都在峰区境内，包括谢菲尔德（非工业区）西部。截止2010年，峰区是英国和威尔士第五大国家公园。在英国，“国家公园”的定义是规划限制的一块土地，保护这里不受非事宜的开发，并在公园管理处维护它，但并不意味着这块土地为政府所有，或无人居住。

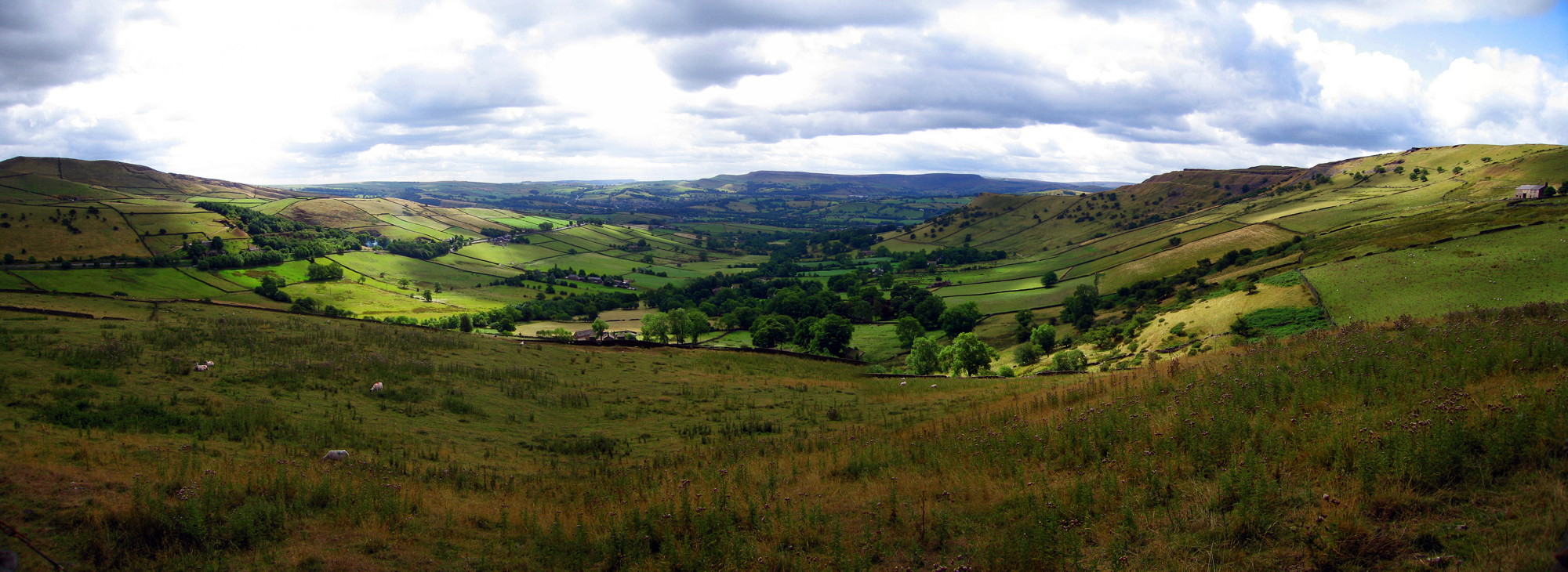
位于海菲德尔和Chinley之间的黑峰全景图

12%的峰区归国民托管组织（国家名胜古迹信托）所有。国民托管组织是一个旨在保护历史和自然景观的慈善团体。它不接收政府基金。三大信托土地高峰（High Peak）、南峰(South Peak)、长林(Longshaw)，涵盖具有重要意义的生态和地质区域，它们是博列克罗砂岩高沼地（Bleaklow）、德温特石阵（Derwent Edge）, 霍普·伍兰德教区（Hope Woodlands）, 金德·斯科特荒野高原（Kinder Scout）, 莱克与马尼福尔德山谷（Leek and Manifold）, 母亲山（Mam Tor）, 多夫多拉山谷（Dovedale）, 米尔多拉石屋村（Milldale） 和文纳特溜道（Winnats Pass）。峰区国家公园管理处直接拥有约5%的土地，剩余的主要土地所有者包括几家自来水公司。

## 地质
自石炭纪时期开始，峰区就开始形成于沉积岩。它们包括石炭纪石灰岩、上覆粗砂岩和煤层，后者仅在该区的极端边缘地带。加之那里极少露出熔岩、凝灰岩、火山口多孔石。'
峰区的一般地质结构呈一个大穹顶（见下图），其西侧边缘有大量剧烈的断层和褶皱。上升和侵蚀运动有效地将穹顶切开，使其形成东西侧边缘为煤层、内核为石炭纪石灰岩，而二者间露出砂岩的同心岩层模式。穹顶南部边缘则被极少出现在峰区的三叠纪时期的砂岩覆盖。

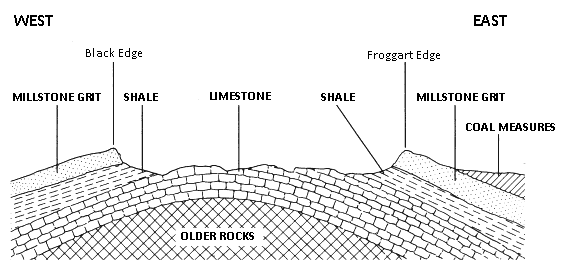
峰区至西向东的截面图，近似一个被侵蚀的圆穹结构

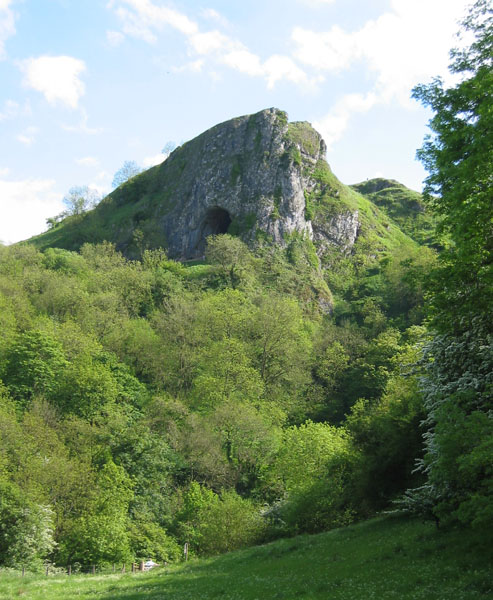
马尼福尔德道上的 Thor's Cave

峰区中部和南部，被称为白峰的区域，临地表处为石炭纪石灰岩，相反，黑峰的特征是砂石和广袤的高沼地。
石炭纪前后发生的地壳运动导致该区域隆起，特别是西侧，熔岩褶皱由北至南凸起，形成圆顶状，页岩和砂岩便被侵蚀，直到石灰岩露出地表。石炭纪末期，此处地壳下沉，被海水覆盖，沉积了各类新形成的岩石。沉积作用后的某个时期，矿脉在石灰岩中形成。自罗马时期起，这些矿脉和地层就被用来开采提炼铅。
200万年前（可能在约450,000年前）的某个冰川时期，峰区国家公园曾冰川纵横，因为在该区可发现冰川冰碛和冰砾泥。然而，在最近20,000-22,000年前的冰川时期，这里并没有被冰覆盖。而是爱尔兰海和湖区混合的冰川与西缘平接。这一时期，冰川融水侵蚀着沿着峰区这侧边缘蜿蜒的水道。冰川融水还促成了石灰岩地区多个洞穴的形成和发展。野生动物曾成群漫游于此，因为当地的几个洞穴中也曾发现它们的遗骸。
土壤下不同类型的岩石对景观产生强烈影响。它们决定着地区内所生长植物和栖息动物的类型。石灰岩龟裂，并溶解于水，河流得以深雕出狭窄的山谷。这些河流通常寻找到一条地下线路，创造出洞穴系统。另一方面，砂岩不能被溶解，但可渗透，所以能吸收水分，这些水分通常从砂砾中渗出，直到在地下遇到吸附力不强的页岩，当它再次到达地面时便涌出泉水。页岩质地脆，易被霜侵蚀，使得该区和母亲山一样，极易出现山体滑坡。

## 河流
黑峰的荒野高原和白峰的高脊是众多河流的发源地。工程师约翰·弗雷德里克·贝特曼于1846年送至曼彻斯特当局的一份报告中，他这样写道：
曼彻斯特10到12英里内，格罗顿现有水库6到7英里，这片山地富有水质纯净的山泉。特殊的物理和地质特征使它极能收集和储存水，供给山下平原地区的城镇使用，我对他们的远见颇为惊讶。
————约翰·弗雷德里克·贝特曼（John Frederick Bateman），
他提及龙登山谷（Longdendale）和山谷上方的伊特罗河谷River Etherow。峰区西部河水流向伊特罗河、戈特河和塔梅河，是默西河的支流。西北部的河流则汇入唐河的支流，而它自身也是约克郡乌斯河的支流。特伦托河的支流汇入峰区南部和西部，而德文特河最著名。它发源于格洛索普东部的布列特罗河，汇入德文特河谷上游，那有三个水库：豪顿水库、德文特水库和Ladybower水库。埃诺河和惠伊河是支流。峰区西南部马尼福尔德河和达夫河，发源于斧刃沼泽（Axe Edge Moor），也流入特伦托河，而戴恩河（River Dane）流入韦弗河（River Weaver）。

## 生态
黑峰的砂岩和页岩承载着石楠花高沼地和覆被沼泽的环境，主要用作绵羊牧场和松鸡猎场。白峰的石灰石高原更多被开垦为农地，主要作为奶源生产基地。一些资料认为西南峰（麦克莱斯菲尔德附近）是介入该区的第三种类型。
林地覆盖了8%的峰区国家公园。天然阔叶林多出现在陡峭地带，白峰的狭窄山谷和黑峰的深峡谷，水库边则是人工针叶林。
古代铅矿井的废土堆，使白峰成为另一个独特的栖息地，生长着珍稀的耐高温（metallophyte）植被，包括春蚤缀（高山漆菇草属，也被称为白花丹属），阿尔卑斯菥蓂（天蓝遏蓝菜）以及圆三色堇（Viola lutea）。

## 气候
峰区位于该国西部地区，纬度为53°C，大部分地区都在海拔1,000（300米）以上，峰区的年降水量比英格兰和威尔士高，1999年平均降水量达40.35英尺（1,025毫米）。黑峰处在更高纬度，年降水量较白峰多。但这并不影响该区的气温，其平均值与英格兰和威尔士同为10.3 °C (50.5 °F)。20世纪70年代，黑峰的降雪量为每年70多天。此后，这一数字明显下降。尽管如此，冬季黑峰高沼地的霜覆盖仍占20%—30%，而白峰仅占10%，峰区山上仍可见冬季连续的积雪。如2009年12月中旬，一些山顶上的积雪在某种情况下持续到2010年5月。同年冬天，该区的公路，如A635（沙德伍兹沼泽）和A57（蛇道）被经久不化的积雪堵塞了近一个月的时间。
2008年设立的高沼地气候变化指标倡议，旨在收集该区的气候变化资料。学生们通过研究人与高沼地相互作用关系，以及它们对气候变化的整体影响，去发现高沼地是否是一个碳储存槽或来源地，基于不列颠丘陵地区是全球重要的泥炭存储地。

## 经济

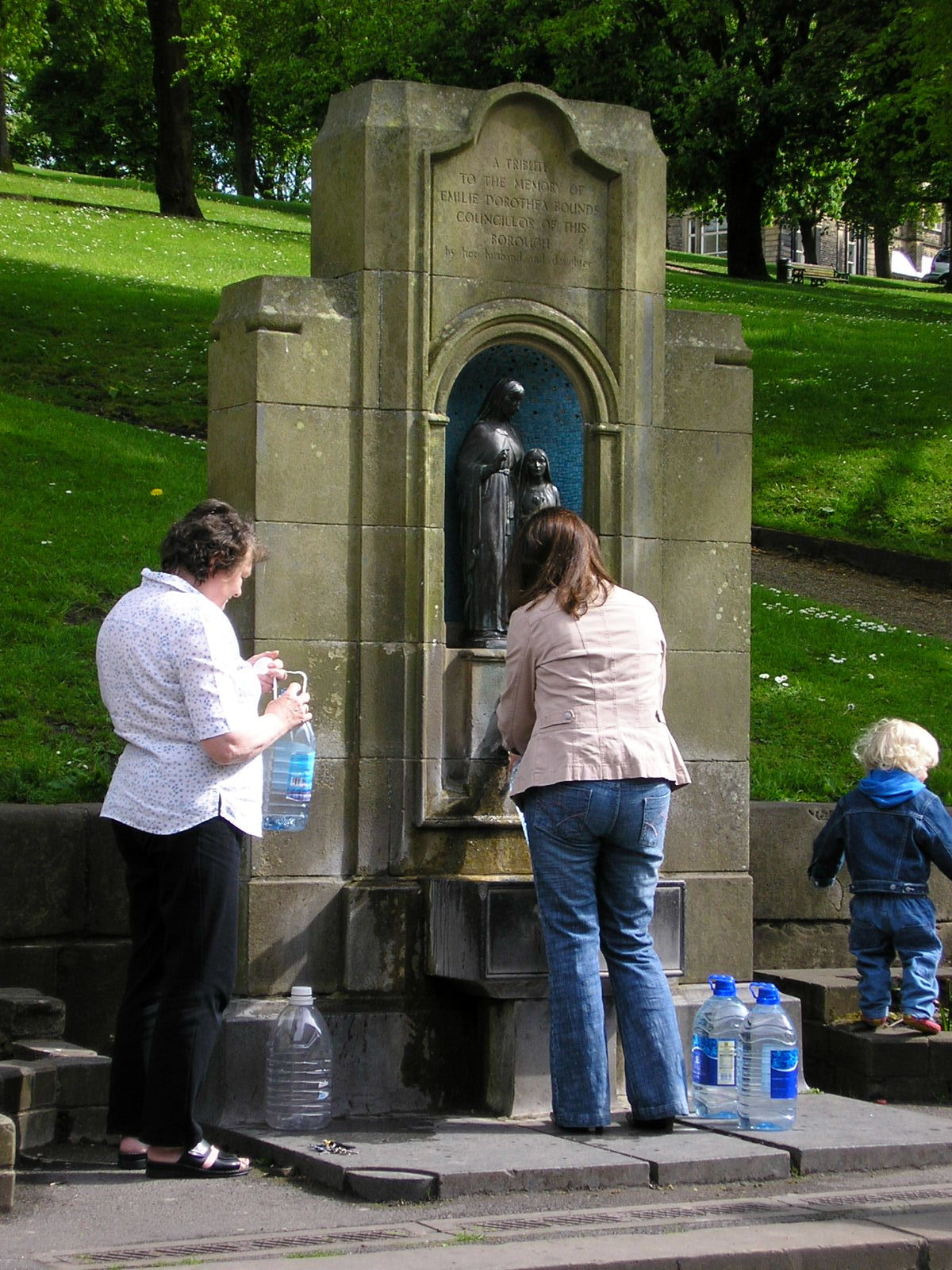
人们用瓶子在巴克斯顿的圣安井取水

旅游业是峰区当地居民的主要就业形式 （占24%），制造业（占19%）和开采业（占12%）也相当重要。农业仅占12%。霍普的水泥厂是峰区内最大的雇主。旅游业提供了约500个全职岗位，350个临时岗位和100个季节性岗位。
石灰石处于矿业开采的首位，主要用于道路和水泥。页岩提取用作霍普的水泥，砂岩开采用于房屋建设。铅矿业不再划算，除从紫英石、重英石、方解石中提取铅脉，以及卡斯尔顿小规模蓝萤石矿业。
巴克斯顿和阿什伯恩的泉水用于生产瓶装矿泉水，很多种植园进行木材管理。该区的其他制造业多种多样。其中包括戴维德·麦勒在哈瑟萨奇的餐具工厂、在Chapel-en-le-Frith的菲罗多刹车片厂、卡斯尔顿的电子装备厂。峰区内有近2,700个农庄，大多数面积为40公顷（99英亩）以下。60%的农庄的运营基础为兼职，为农民提供兼职工作。

## 历史

### 早期历史

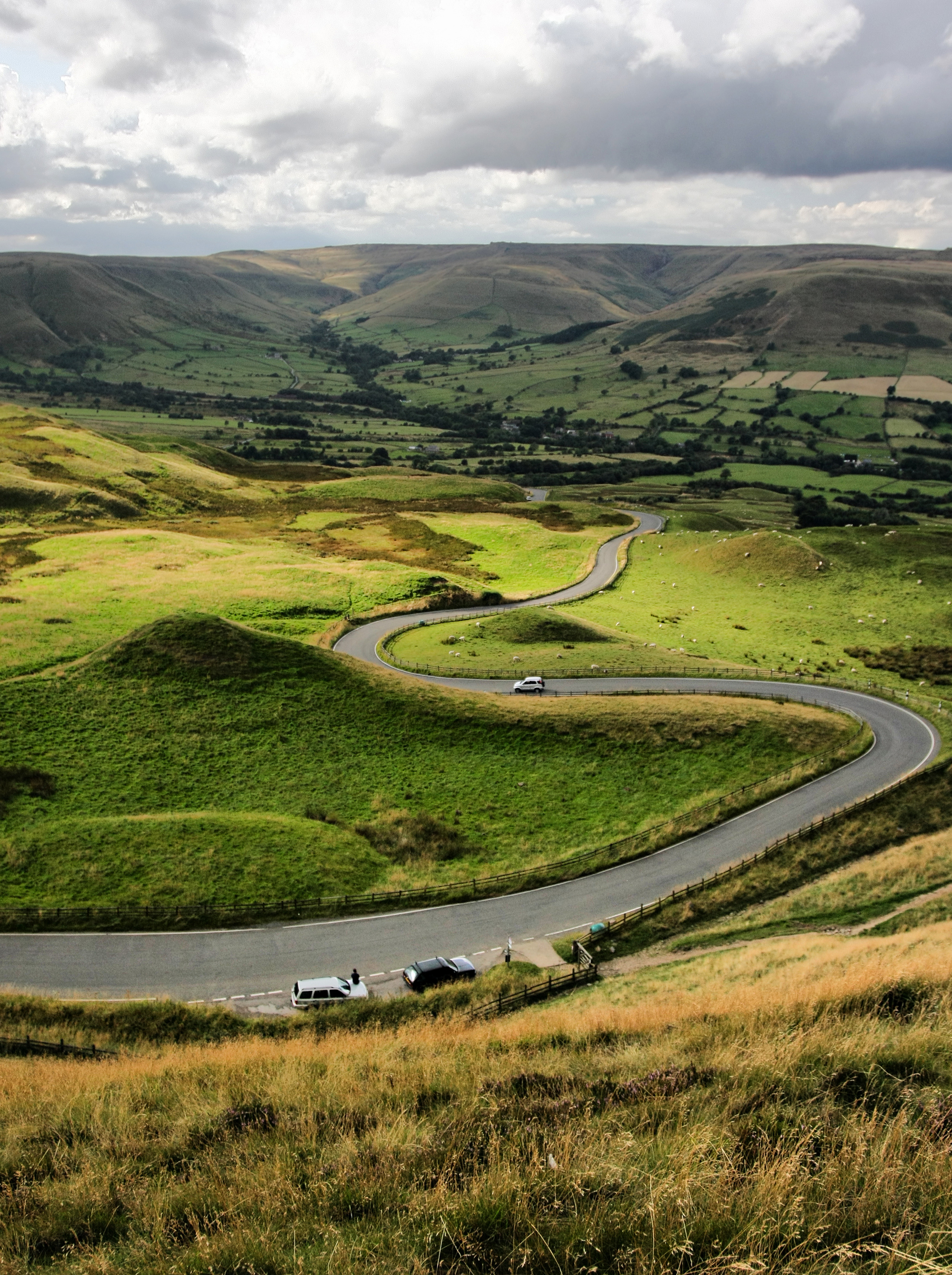
母亲山上俯瞰而下的艾达尔山谷

人类活动的早期，峰区已有人居住，在多弗达拉和其他地区的洞穴中，偶然发现的中石器时代燧石文物和古环境迹象证实了这一点。新石器时代活动也为此提供了证明，包括马杰里山的一些纪念碑土方工程或坟冢等等。铜器时代，该地人口和农业发达，尤尔格雷夫附近的亚伯·洛山，或斯坦顿荒原（Stanton Moor）的九夫人圆石阵（Nine Ladies Stone Circle）上的圆屋，就是人们生活过的明证。在同时期及至铁器时代，大量如母亲山上的重要丘陵堡垒产生。罗马占领甚少，但的确利用了这一地区丰富的矿脉，从巴克斯顿地区充分利用航线将铅矿出口。那里的罗马定居点，其中一个是巴尔斯顿，人们因该地的泉水称之为的"Aquae Arnemetiae"，献给当地神明。
理论上峰区的名字来源于“Pecsaetan”或“peaklanders”，这是一个在公元前6世纪居住在该区中部和北部的盎格鲁-撒克逊部落，隶属于默西亚王国。

### 采矿业
在中世纪和近代早期，峰区主要用于农业，延续至今，畜牧业已成为这些高地上的主要活动。但是，至16世纪开始，峰区的矿藏和地质财富变得越来越显著。这里开采的不只是铅，还有煤、紫英石、铜、锌、铁、锰和银。西莉亚·费恩斯描述了她1697年的峰区之行时这样写道：
……那些陡峭丘陵中富含大量矿藏，各类黑、白和有条纹的大理石，铜矿、锡矿和铅矿，还有大量的银矿。
——Celia Fiennes
峰区的东西缘处有煤层，从格洛索普到罗切斯山脉，斯托克斯布里奇到巴斯洛曾工作的地方可以找到证据。采矿开始于中世纪，在18世纪到19世纪早期产量最高，有时候持续到20世纪早期。最初采矿是在接近或露出地面的岩层进行的，最终，矿工沿着地缝深入地下挖掘山腰处的矿床。在戈伊苔藓（Goyt's Moss）和阿克斯缘（Axe Edge），勾好凹缝，蒸汽机抬升煤并脱水干燥。东部矿山的煤被用来熔炼铅，而西部的煤则用来锻造石灰。
17、18世纪，铅矿达到顶峰。品位高的铅也在这一时期得以发现，在金德·斯科特（Kinder Scout）发现泥炭预示着铅冶炼的开始。19世纪中期，铅矿业下滑，1939年，最后的主矿井关闭，但铅仍是紫英石、重晶石和方解石开采的副产品。并非所有的矿都在地下深处。贝尔井（Bell pits）接近平原地表，是获得矿石最低廉和方便的方法。矿井装上杆轴，杆末为提取矿石而加粗。矿井将被进一步扩大，直到变得不安全或变成采空区，另一个坑陷就会和现存的矿井相连。
峰区的紫英石或萤石也叫蓝萤石（Blue John），据说名字来源于法国的《蓝色与黄色》一书，描述条纹的颜色。迄今，蓝萤石已十分稀少，每年仅开采出几百公斤作装饰和雕刻用。卡斯尔顿的蓝约翰洞穴（Blue John Cavern）是一个观赏性的洞穴。附近的特雷克悬崖洞穴（Treak Cliff Cavern）仍在进行开采。
1874年前期，布克斯顿开始了用以生产纯碱的工业性石灰石开采。1926年，这个项目成为英国化学工业公司的一部分。大规模的石灰石和砂岩开采业随着采铅业的衰退而兴起繁荣，但在峰区仍是重要而富有争议的行业。峰区内有12家大型的石灰石石材厂。巴克斯顿附近的屯斯特（Tunstead）是欧洲最大的矿场。石灰石输出量巨大：在1990年的高峰期，开采出了850万吨。

### 纺织业
峰区输出纺织品已有上百年。14世纪早期，该区开始了未加工羊毛的交易。这里聚集大量熟练的手工纺纱工和织布工。18世纪80年代，理查德·阿克列特等发明人研发出的机器，纺织更快捷，并达到更高标准。早期的纺织厂狭小且低矮，结构轻，水轮制动，配有小型机械。内部照明靠日光，顶部高度为6-8英尺。这类阿克列特纺织厂约有9英尺（2.7米）宽。因为河流和潮湿的空气，峰区俨然一个理想之地。当地劳动力的水塘很快被耗尽，像立顿厂（Litton Mill）、
克列斯布洛克厂（Cressbrook Mill）和米勒斯·戴尔厂（Millers Dale）等新工厂，从伦敦教养院招来了低龄儿童作为学徒，年龄都在4岁大左右。
随着科技的发展，狭窄的德比郡溪谷不再适合更大型的蒸汽机械厂，但德比郡的工厂仍存在，继续产品加工和理想产品的交易。格洛索普的集镇从纺织业中受益良多。城镇的经济与纺织传统密切相关，包括工业革命期间纺织的发展。直到第一次世界大战，格洛索普拥有世界上最大的纺织印染总公司。20世纪20年代，这家公司因极易获得的股份再度浮出，并成为1929年华尔街股灾的受害者。他们的生产线在新经济形势下变得脆弱，导致产业衰落。

### 水道

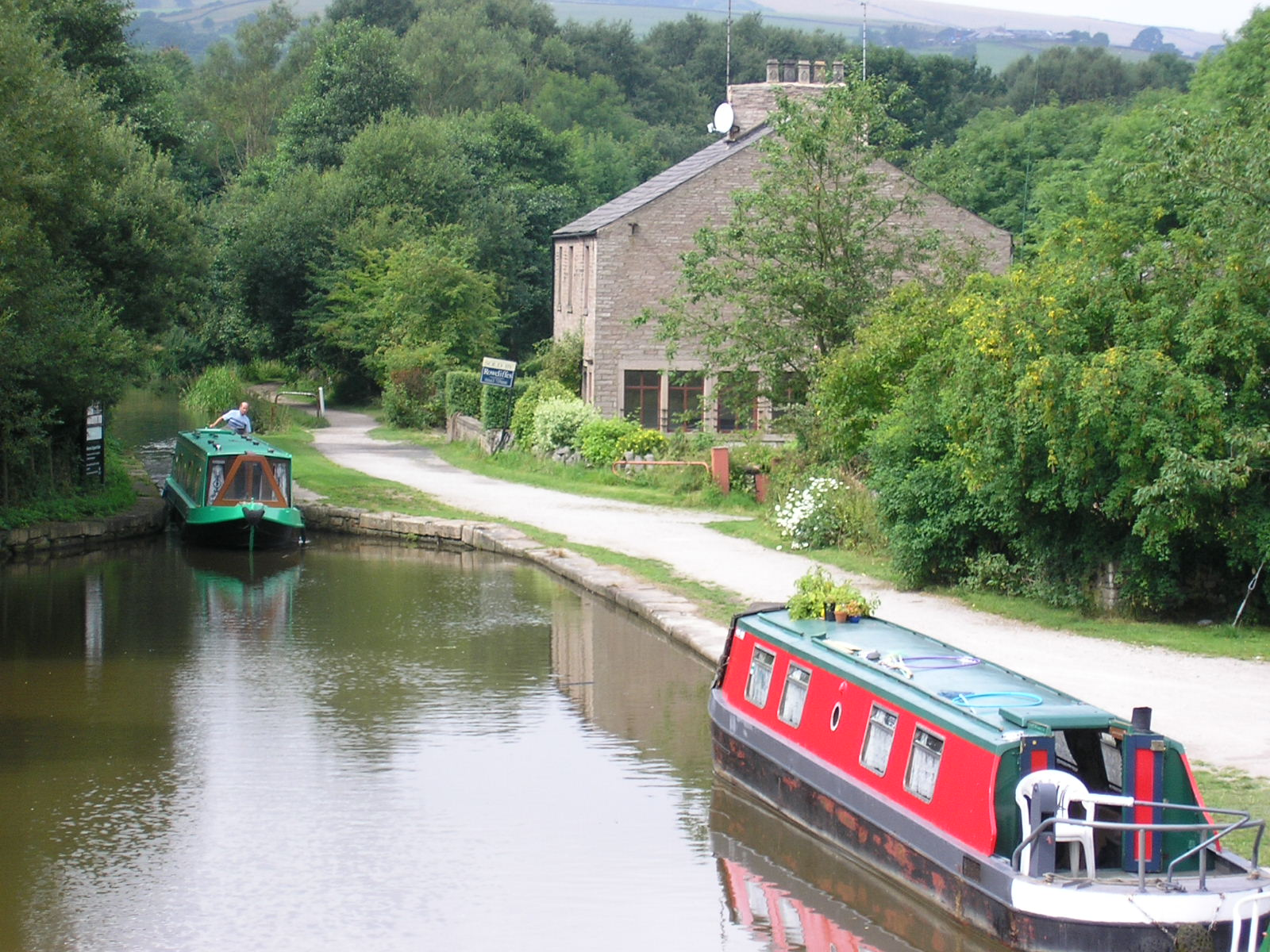
峰区森林运河的巴斯沃斯盆地

峰区的溪流被大坝拦截作为水流动力工厂的上游来源，出于同样的目的，河流中也修筑了河堰。
峰区国家公园边界没有运河，虽然哈德斯菲尔德运河（Huddersfield Narrow Canal）上的斯坦内奇运河（Standedge Tunnels）在公园最北段地下奔流。黑峰而来的水流滋养着阿什顿运河和哈德斯菲尔德运河，白峰的水源滋养着曼彻斯菲尔德运河（Macclesfield Canal）。峰区之外（但在常规区域内），修建了峰区森林运河（Peak Forest Canal），运送建筑用的多芙洞穴（Dove Holes）采石场石灰。运河终止于布格斯沃斯 （Bugsworth），全程都使用峰区森林电轨车。峰区的西南部，废弃的克朗姆福德运河从克罗姆福德流入埃里沃什运河 （Erewash Canal），通常为威克斯沃斯的矿区和理查德·阿克莱斯羊绒厂服务。
龙登达勒山谷最大的水库是龙登达勒·钱恩水库，它始建于18世纪40年代，1877年2月竣工。它们为当地工业重要水源艾烈罗河的续流提供补充，并为曼彻斯特提供纯净水。德温特溪谷上游水库始建于20世纪中期，为东米兰德（East Midlands）和南约克郡供应饮用水。

### 旅游业的发展
几个世纪以来，峰区已发展成为旅游目的地，一个早期的旅行家托马斯·霍布斯所著的De Mirabilibus Pecci或《峰区七大奇观》一书（The Seven Wonders of the Peak）中，对该区进行了描述，该书于于1636年出版。这七大奇观招来了游客的轻蔑，包括记者丹尼尔·笛福把查特斯沃斯庄园的荒原描述为：“一片广袤而无用的荒野”，尤其轻蔑卡斯尔顿附近叫做Devil's Arse或Peak Cavern的洞穴。直至维多利亚时期，游客的数量呈显著增长。铁道建设易于到达，风景如画和罗曼蒂克的文化赏析逐渐增长。约翰·莫（John Mawe）的《德比郡矿物学》（1802）和威廉·亚当的《峰区的宝石》（1843）等指南书籍，使这一地区独特的地质产生了趣味。
巴克斯顿被视为温泉小镇已有着悠久历史，其地热温泉可升至恒温28 °C。温泉小镇最初是由罗马人在公元前78年所建，当时殖民被称为“Aquae Arnemetiae”或丛林女神的温泉。据说哈德威客的贝丝（Bess of Hardwick）和丈夫（Earl of Shrewsbury），1569年到达巴克斯顿取水，1573年便带着苏格兰女王玛丽拜访那里。18世纪晚期，当第5代德文郡公爵（5th Duke of Devonshire）将它发展为巴斯风格的温泉浴场时，小镇的重要性不断增加。一个世纪后，小镇迎来第二次复苏，吸引了维多利亚时期的众多杰出名流，如伊拉斯莫斯·达尔文（Dr. Erasmus Darwin）和因治理河水而闻名乔赛亚·韦奇伍德（Josiah Wedgwood）。1863年，巴克斯顿铁路开运。巴克斯顿拥有许多著名建筑，如约翰·卡尔（John Carr）设计的巴斯皇家新月道路上的典范“新月”（1780年-1784年），亨利·柯里设计的“德文郡”（1780年-1789年）、“自然巴斯”、“庞普厅”。1871年，凉亭花园对外开放。布尔巴斯歌剧院由弗兰克·马桑（Frank Matcham）于1903年设计，是当时最高的歌剧院。马桑是剧场建筑师，设计了伦敦守护神剧院（ London Palladium）、 伦敦大剧院（London Coliseum）、哈克尼帝国剧院（ Hackney Empire）。
峰区设有公共通道和露天娱乐场等大型传统设施。峰区形成一个天然腹地和乡村，避开了工业化城市曼彻斯特和谢菲尔德的人口，却依然是后工业经济区宝贵的休闲娱乐资源。

### 现代史
1932年的The Kinder Trespass是英国国家公园和到荒原的露天步道竞选的地标。当时，露天荒原是不对外开放的。它们把持在贵族阶级手上，作为游乐园，每年仅使用12天。1951年4月17日，峰区成为英国第一个国家公园。英国最长的步道是奔宁之路（Pennine Way），1965年开通，起点在艾达尔（Edale ）村Grindsbook Booth的纳格斯·海德酒店。
梅尔瑟姆之上的萨德伍兹（Saddleworth）和魏森登（Wessenden）北部的沼泽地，由于20世纪60年代，伊恩·布拉迪与米拉·欣德莉行凶而成为儿童连环凶案墓地而恶名远扬。

## 交通

### 历史
罗马人建设了峰区内的第一条公路，可能是沿着已有的轨道修建的。罗马交通网被认为连接了居民点和巴克斯顿、切斯特菲尔德、格洛索普和纳比欧(Brough and Shatton)的堡垒，向外延伸至丹娜（唐卡斯特）、曼彻斯特和Derventio（德比郡附近的小切斯特）。现在巴克斯顿的A515和A53公路部分路段就被认为是沿着罗马公路修建的。
中世纪时期， Packhorse路线就和峰区纵横交错，一些石头铺道被认为始建于这一时期，如沿着Stanage Edge的长辅道。但是，1579年出版的德比郡的克里斯托弗·萨克斯顿地图并未标注出公路。桥梁改善了交通系统。横跨巴斯罗德温特河上的三拱门砂岩桥就是一个早期典型代表，可追溯到1608年，并且临近一个收费站。虽然从1731年开始，收费公路就已减少旅程时间，1800年，从谢菲尔德到曼彻斯特尚需16个小时，塞缪尔·泰勒·柯勒律治曾评论称“一只乌龟都能跑得过我们！” 从1815年开始，收费公路增加了长度并提高了质量。蛇道(Snake Pass)就是一个范例，它现在是A57公路的一部分，1819年至1821年，在汤马斯·特尔福德(Thomas Telford)的指挥下修建。它的名字从德文郡爵士的冠饰而来。1794年，克罗姆福德运河开通，运送煤、铅和铁矿石至埃里沃什运河上。

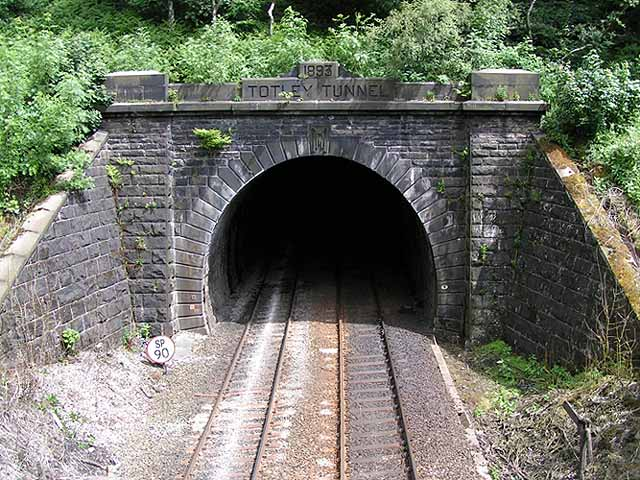
在曼彻斯特的Totley Tunnel到谢菲尔德线

数年间，修缮过的公路和克罗姆福德运河都目睹了来自铁路的竞争，1825年，第一条铁路在峰区通车。Totley Tunnel虽然克罗姆福德和高峰铁路Cromford and High Peak Railway（从高峰枢纽站的克罗姆福德运河到惠利桥）是一条工业铁路，但乘客服务很快跟上，包括伍德黑德线（谢菲尔德到途径龙登达勒的曼彻斯特）和曼彻斯特线、巴克斯顿线、马特洛克线和英格兰中部连接铁路。并非所有人都认为铁路线是一种进步：
修建一条穿过山谷的铁路，就要把山谷的岩石凿开，将数千吨的岩石倾注到可爱的河流当中。山谷不再，唯神明与之共存。现在，就连巴克斯顿的一个傻瓜都可以花半小时到贝克威尔镇，或是从贝克威尔镇都巴克斯顿。
——约翰·鲁斯金John Ruskin，
20世纪下半叶，钟摆再次摆向道路建设。1944年，克罗姆福德运河被大部分中止修建，20世纪60年代，如比坎大斧的（ Beeching Axe）数条通过峰区铁路线因不盈利而被迫停运。哈德菲尔德和佩尼斯托尼（Penistone）之间的伍德黑德线也已停运。部分道床现在被用于跨奔宁山道（Trans Pennine Trail），在哈德菲尔德和伍德黑德间延伸，尤其以龙登达勒铁路闻名。曼彻斯特、巴克斯顿、马克洛特和苏格兰中部连接铁路，在罗利斯和巴克斯顿之间路段已经关闭，这里的道床已成为蒙萨尔铁路（Monsal Trail）的一部分。克罗姆福德和高峰铁路现已全线关闭，部分道床仍向公众开放，如高峰铁路。另一条废弃不用的铁路线在巴克斯顿和阿什伯恩之间，现已成为帝辛顿铁路（Tissington Trail）。

### 公路网
峰区的主要公路是谢菲尔德和曼彻斯特间的A57（蛇道）、巴恩斯利和曼彻斯特途径龙登达勒之间的A628（伍德黑德道），从德比郡到曼彻斯特途径布尔斯顿的A6公路，从马克勒斯菲尔德到布尔斯顿的Cat and Fiddle road，峰区最北端的从曼彻斯特到巴恩斯利的A635道（沙德伍兹沼泽），从曼彻斯特到利兹市的A62道，形成了峰区在斯坦内奇最北段的边界线。这些主要公路，和该区的其他次要公路和线路，对驾驶者而言极具魅力。峰区的知名度导致道路交通拥挤，可用的停车位成为一个重要问题，特别是在夏季。这促成2005年征收交通拥堵费建议的出台，但此后又被取消了。

### 公共交通
公共交通极易抵达峰区，甚至可到达中部。进入该区的列车运行服务沿着从谢菲尔德到曼彻斯特的霍普溪谷线、从德比郡到马特洛克的德温特山谷线（Derwent Valley Line）、从曼彻斯特到哈德菲尔德的大德菲尔德线，巴克斯顿线和格洛索普线，将这些这些城镇与曼彻斯特连接。客车（长途汽车）服务提供了德比郡到马特洛克、贝克威尔和布尔斯顿的线路，通过跨峰（TransPeak）和国家快运的诺丁汉和曼彻斯特路线，以及附近的谢菲尔德、格洛索普、斯托克、利克和切斯特菲尔德的常规班次。附近的机场是曼彻斯特机场。
尽管作为一个郊区，峰区内的小村庄都设有良好的内部交通连接。还有很多小型客车，从主要城市（贝克威尔、马特洛克、哈瑟萨奇、卡斯尔顿、阿什伯恩）开往小村庄内。霍普山谷和巴克斯顿线列车也为当地火车站（包括萨特萨奇、霍普、艾达尔）服务。
2009年10月，当地政府针对峰区宣布，截至2011年，整个英格兰将投资125万英镑，用以修建和改善峰区内休闲和每日上班往返者交通的环线。人们希望这项投资将帮助减少交通拥堵和环境污染，同时给往返上班者和游客提供在峰区内驾车的可行办法。

## 活动

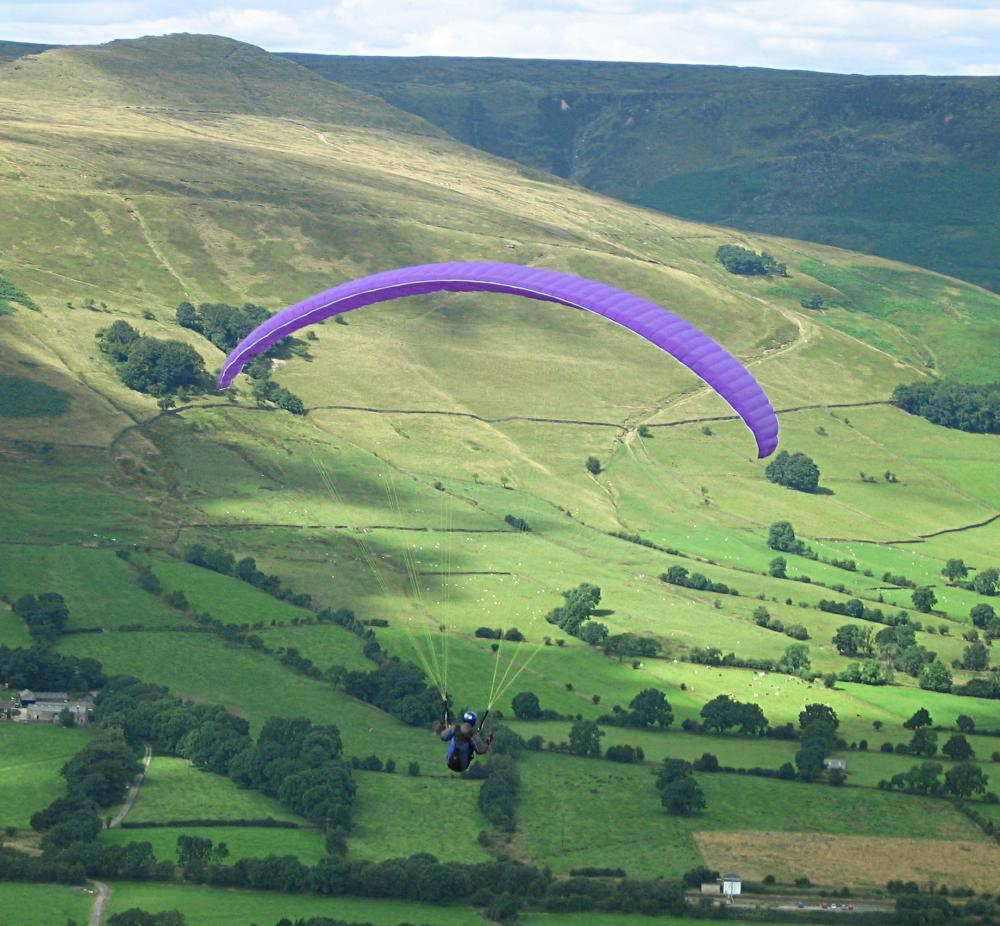
俯瞰母亲山

峰区提供许多类户外活动的机会。公共人行道和数条长途列车构成广阔的交通网络，全长1,800英里（2,900公里），还有大型露天区域，利于山林徒步和远足。
奔宁道横贯黑峰，从艾达尔到位于斯坦内奇南部的峰区北部边界。布莱德尔道常用于山地自行车和骑马。白峰的一些长途山径，如帝辛顿道和高峰道，重新使用原有铁道路线。徒步者、骑马者和自行车手良好使用。峰区管理处在阿什伯恩、Parsley Hay和Middleton Top设立了自行车租用中心。原铁路线路有多个地点轮椅可通道，自行车租用中心针对轮椅使用者提供了车辆改装。规划用台阶取代了徒步者的出入口，为使不善徒步的人更易于通行。
峰区多地砂岩露出地面，如斯坦内奇边缘和罗氏，被公认为是世界上最出色的攀岩点（见rock climbing in the Peak District）。峰区的石灰岩曾被攀岩者找到。它较不稳定，但却提供了许多攀爬测试。例如，20世纪50年代，托尔洞穴被乔·布朗和其他登山者发现。英国登山协会曾列举了11条石灰岩的线路，从异常峻峭的排到E7，出版的指提到一些，其中几条线路被筛选了出来。
洞穴探险家十分欣赏地下的自然洞穴奇观，并在峰区的石灰岩中发现了洞坑和老矿山。峰洞（Peak Cavern）是峰区内最大的也是最重要的洞穴系统，它甚至关联到文纳特的婆婆纳属系统。最重要的洞坑是埃尔登洞和Nettle Pot。峰区内还有许多矿山，多是自然洞穴系统的延伸。这类系统可以在卡斯尔顿、文纳特、马特洛克、斯托尼·米德尔顿（Stoney Middleton）、伊姆、莫纳什和巴克斯顿才能找到。
在英国最内陆地区的一些大型水库，如Carsington Water，已经成为水上运动中心，包括了帆船、垂钓、皮划艇。其他活动包括飞行运动如悬挂滑翔、观鸟、滑翔伞、越野路跑、越野车赛、野外定向。

## 旅游胜地
18世纪，德文郡爵士将布尔斯顿温泉小镇发展成为一个上流社会的疗养胜地。现在，峰区内最大的城镇，设有带剧场的歌剧院、博物馆和美术馆。另一个温泉小镇是马特洛克·巴斯（Matlock Bath），在维多利亚时期十分受欢迎。贝克威尔是峰区内最大的居住地。惠氏河上的五孔桥可追溯到13世纪。峰区边缘上的巴克斯顿、马特洛克和马特洛克·巴斯、贝克威尔、利克以及阿什伯恩和威克斯沃斯的一些小镇，均提供了隔了旅游设施。峰区北部的海德尔菲村坐落在该区海拔最高的金德·斯科特山脚下。
古建筑包括查茨沃斯庄园，德文郡公爵也是不列颠中最宏伟的房屋；中世纪的哈登庄园，拉特兰郡（Dukes of Rutland）的住址；由权势强大的伊丽莎白一世的哈德威克修建的哈德威克庄园；莱姆公园，一个伊丽莎白时代领主的宅邸，由一座意大利风格庄园改造而成。许多峰区内的村庄和小镇设有良好的教区教堂，其中尤为宏伟的典范就是14世纪位于泰德斯维尔的圣约翰浸礼会教堂（Church of St John the Baptist），有的称之为“峰区大教堂”。在哈瑟萨奇教堂的庭院可以观察到“小约翰的墓葬”。

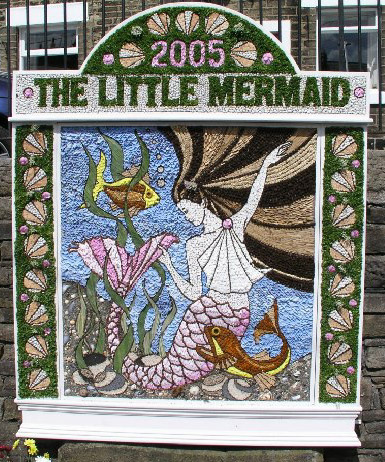
海菲尔德的井饰节。

卡斯尔顿的村庄风景如画，却被诺曼·佩弗里尔城堡夺去了它的光彩，村庄内有四个广商洞穴，峰区洞穴、蓝约翰、条纹崖（Treak Cliff）、斯皮德威尔（Speedwell），也是独特的半宝石矿物蓝萤石的生产中心。其他观赏性洞穴和矿山包括马特克罗斯的亚伯拉罕高地，由缆车到达；还有巴克斯顿的普尔洞（Poole's Cavern）。伊姆的小村落因1665年黑死病而自我隔离而闻名。
马特洛克巴斯的矿藏博物馆，包括铅矿寺庙参观、世界文物遗产德温特山谷工厂和利克的布林德利水厂，能够观察峰区的工业遗址。保留至今的蒸汽铁路位于马特洛克和罗斯利之间，克里奇的国家电车博物馆和克罗姆福德运河记载着该区的交通历史。在马特洛克·巴斯的生活在一个镜头博物馆的（Life in a Lens Museum of Photography & Old Times）战线了从1839年开始的摄影历史。
村庄在春夏月份中举办最多的就是井饰典礼，这个传统可追溯到异教徒时代。当地的其他传统包括卡斯尔顿每年的加兰节，阿什伯恩的皇家忏悔节足球赛，自12世纪每年举办一届。巴克斯顿主办两次歌剧节，巴克斯顿节和国际吉尔伯特和沙特利文节，还有巴克斯顿节和峰区文学节，也是每年在各地举办两次。
峰区的特色食品包括甜点贝克威尔布丁，与国内吃到与众不同的的贝克威尔果馅饼，直到2009年，哈廷顿村庄才开始制作著名的斯蒂尔顿奶酪和其它地区的奶酪。

## 环境保护

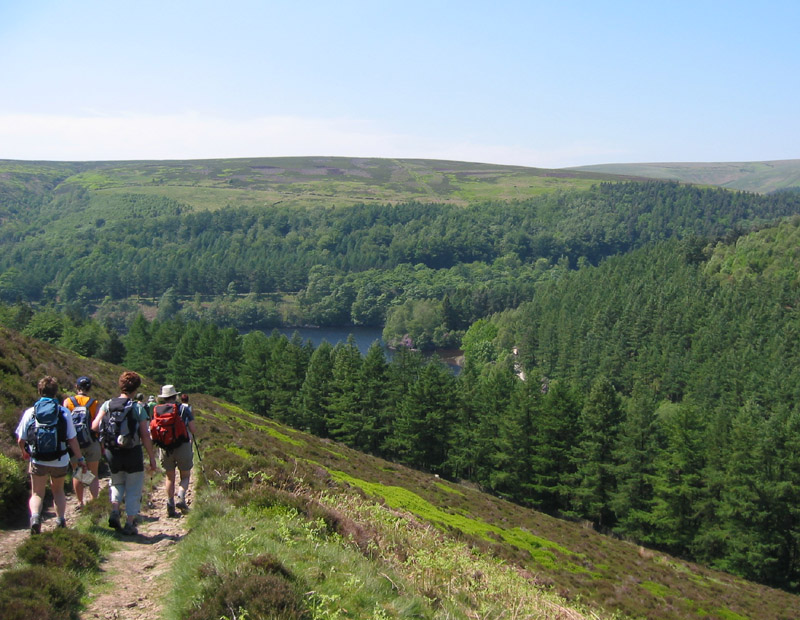
德文特水库上的徒步者

峰区到主要城市的距离（估计有2000万人过着一小时车程生活），促成了管理该区的独特挑战。峰区管理处和国民托管组织，以及其他土地所有者，试图保持前往娱乐的游客易于到达高地景观，同时又保护其免受密集农业、侵蚀和游客自身造成的压力之间的平衡。峰区3,8000居民的需求，每年数百万人前去参观，和该区的保护要求造成了不可避免的紧张局势。
游客的分布不均造成了进一步的紧张。仅多夫达拉每年就要接收约200万的游客。其他旅游高峰区包括了贝克威尔、卡斯特尔顿和霍普山谷、查特沃斯、哈廷顿和上德温特水库。.60%以上的游客集中在5月至9月期间，星期天也是高峰期。

### 步道侵蚀
峰区内更受欢迎的步行区的吧步道用户数，对严重的侵蚀问题“功不可没”，尤其是黑峰上脆弱的泥炭荒原。近期山地自行车手对一些步道的使用被认为恶化了这一现存问题。为解决现有损失采取的措施，包括永久性改道官方路线艾达尔外的奔宁道，现已用绳梯，而非顺着格林德斯布鲁克，许多Grindsbrook荒原步道的表面都铺上了昂贵的天然石。

### 采石
大规模的石灰石采石形成了独有的竞争区域。20世纪50年代，国家政府颁发的多数采矿许可证均为90年限，仍具有法律约束力。峰区管理处制定一个方针，更新峰区内全部新采石厂的执照，以当地和国内矿产和资源唯一性的需求，以及对交通、当地居民和环境的影响为依据。一些执照为进行更新，如埃尔登山上的RMC Aggregates采石场，在1999年被迫关闭，景观美化仍在持续 。1999年的建议中，从斯坦克里夫石材有限公司（Stancliffe Stone Ltd），到重开斯坦顿·摩尔休眠的砂岩采石场，都被视为一次检验案例。生态抗议者和当地居民猛烈驳击这一举措，认为发展将威胁到附近铜器时代的遗址，尤其是九夫人石阵，以及当地的自然景观。截至2007年，持续的争辩又转移到一个较不敏感的区域——附近Dale View采石场的发展。

## 文学艺术作品中的峰区
几个世纪以来，峰区的自然景观成为作家创作的灵感之源。峰区的数个地方被艾略特和其他作家作为地点，记录在14世纪的诗歌如《高文爵士和绿衣骑士》、《路德教堂》（Lud's Church），也被称为绿教堂（Green Chapel）。

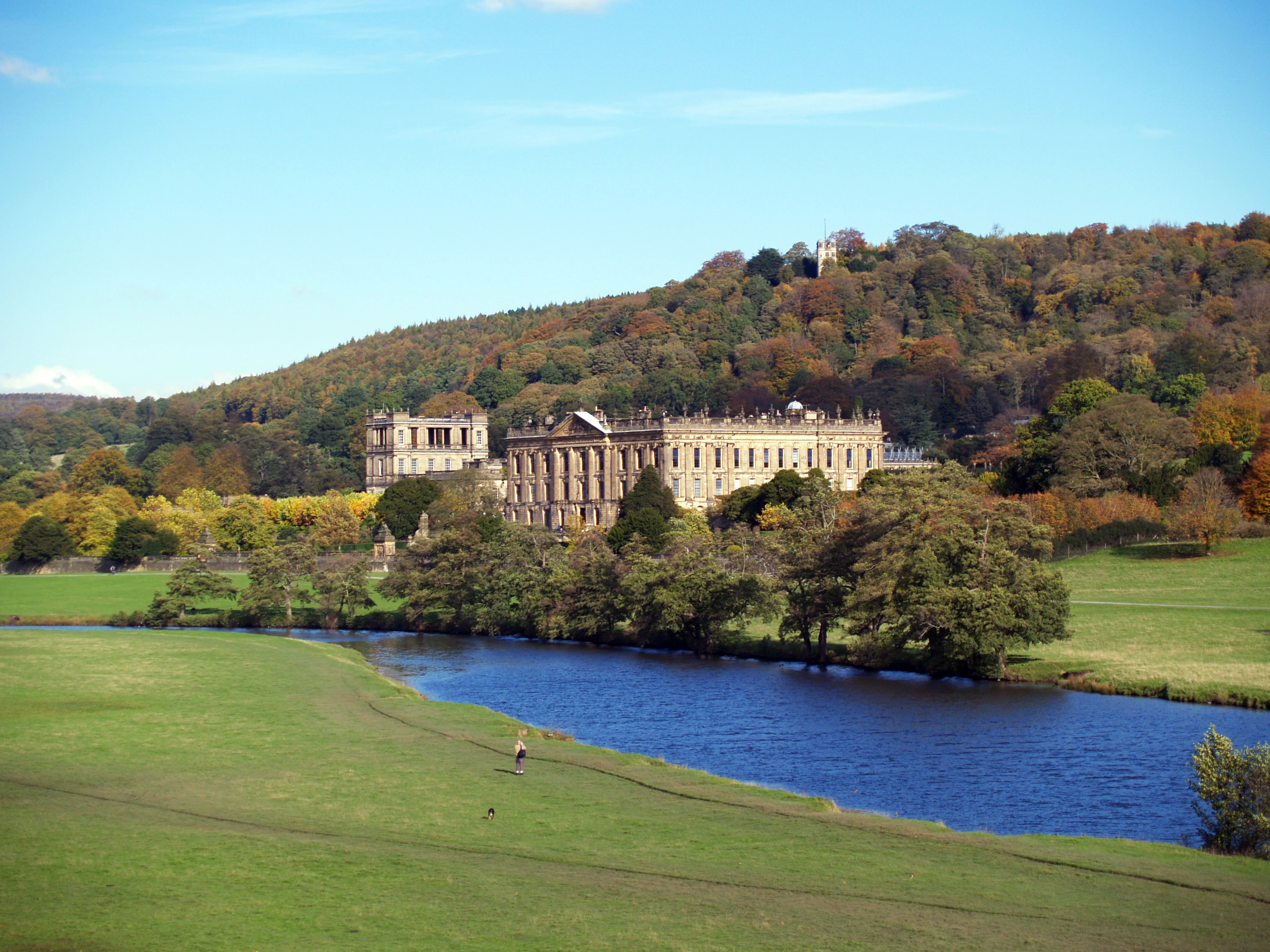
查特沃斯庄园——近期改编的傲慢与偏见取景地

简·奥斯汀1813年的小说《傲慢与偏见》中的重要场景就设置德比郡的峰区内。沃尔特·司各特爵士的历史小说《贝弗利尔·皮克》（Peveril of the Peak）的背景就设置在以贝弗利尔教堂，查理二世统治时期的卡斯尔顿。威廉·华兹华斯是马特洛克的常客。峰区激发出他写下许多诗歌，包括1830年献给查特斯沃思庄园的十四行诗。夏绿蒂·勃朗特1847年小说《简·爱》中的莫尔顿村庄，原型就是哈瑟萨奇，1845年，勃朗特曾在那居住，而桑菲尔德庄园的灵感来源于诺斯·利斯庄园。乔治·艾略特第一部小说《亚当·比德》（1859年）中的雪原被认为来源于沃克斯沃斯，她的叔叔在那经营着一家工厂。艾拉斯托尼（又叫Hayslope）和阿什伯恩（奥克伯尼）也作为特色场景。
《彼得兔》（Peter Rabbit）的作者碧翠克斯·波特，常常到她叔叔埃德蒙·披得在Dinting Vale的印染厂去拜访。用他的型式样品册上的布料款式来为自己制作衣服。《迪基·温克尔太太的传奇》（Mrs. Tiggy-Winkle）中温克尔太太的围巾，就源自型号222714的样式。
儿童作家艾莉森·厄特利（1884年-1976年）生于克罗姆福德。她的广被人知的小说《一个时间旅行者》（A Traveller in Time），场景设置在迪西克（Dethick），讲述了巴宾顿·普洛解救身陷囹圄的斯科特王后玛丽。克莱顿·波蒂尔斯（1901-1991）许多作品的地点都在峰区，如《托德洞》（Toad Hole），《幸运的哥伦贝尔和布洛肯河流》（Lucky Columbell and Broken River），都设在德温特溪谷。最近，杰拉尔丁·布鲁克斯的首部小说《奇迹之年》（2001），融合了事实与虚构，叙述了伊姆村发生瘟疫的故事。儿童文学小说家贝利·多赫蒂（Berlie Doherty）的《冬日里的孩子》（Children of Winter），她的其他作品也以峰区为地点， 如《深深的秘密》，取材自德温特和Ashopton村Ladybower水库的泛滥，以及由卡尔斯顿的蓝萤石洞激发创作的《蓝萤石》。
许多恐怖犯罪的作品都将地点设在峰区。阿瑟·柯南·道尔爵士（1859年-1930年）《蓝萤石间隙的恐怖事件》（The Terror of Blue John Gap），讲述了蓝萤石矿山的恐怖事件，以及《修道院公学》中（The Adventure of the Priory School）夏洛克·福尔摩斯调查儿童绑架案的所在地。本土作家罗伯特·穆瑞·吉尔克里斯Robert Murray Gilchrist（1878年-1916年）的许多恐怖小说都以具有峰区特征。近期，斯蒂芬·布斯创作的系列犯罪小说以大量真实和想象中的峰区为场景，《追求适当的罪人》，讲述了伊丽莎白·乔治笔下一个检察官琳蕾的推理小说，故事设在虚构的卡德尔荒原。

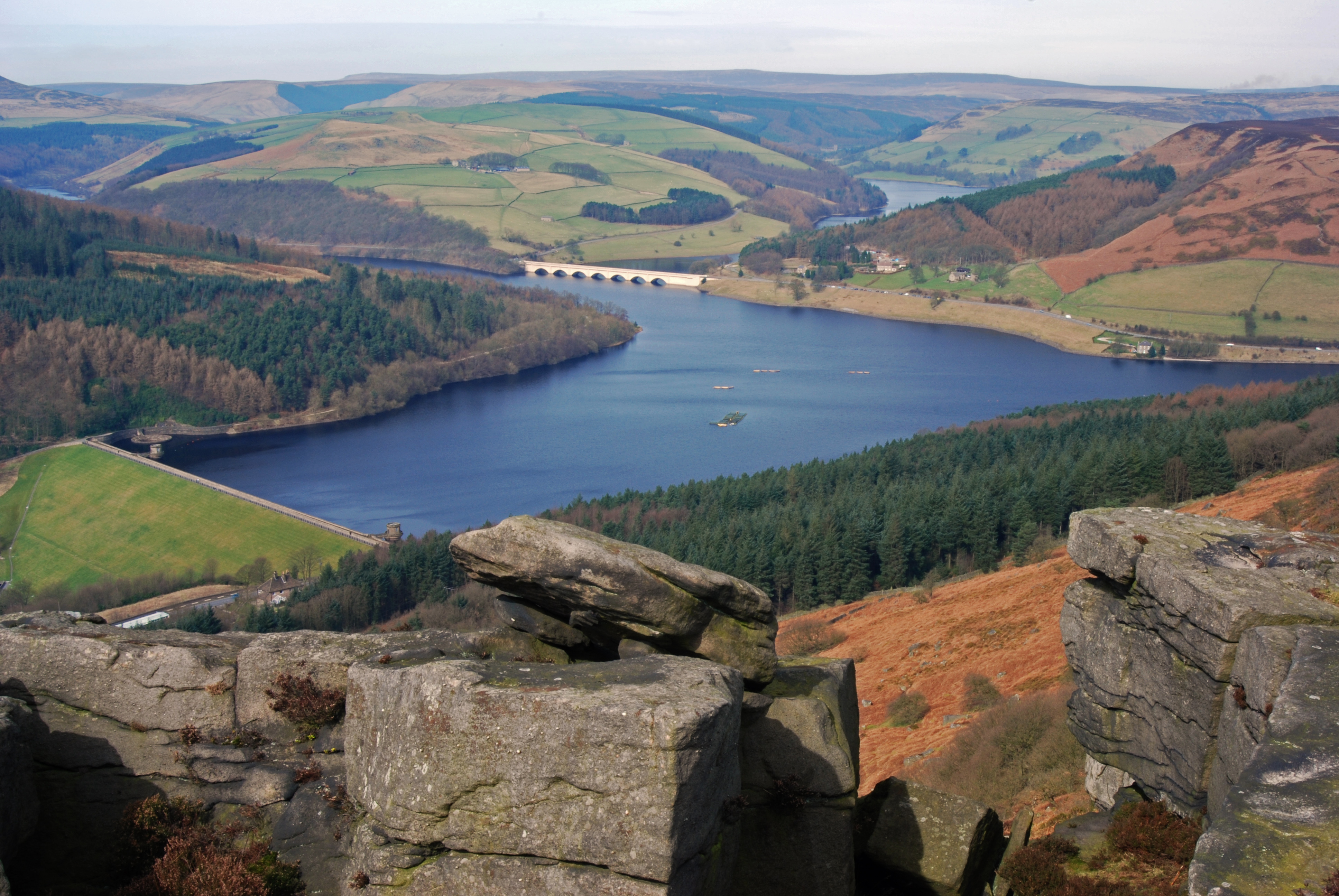
《轰炸鲁尔水坝记》电影中上德温特山谷的九夫人水库。

其他生活或到访过峰区的作家和诗人包括：萨缪尔·约翰森、威廉·康格里夫、安娜·苏华德、让·雅克·卢梭、拜伦勋爵、托马斯·穆尔、理查德·弗内斯、大卫·赫伯特·劳伦斯、维拉·布里顿（Vera Brittain）、里奇马尔·康普顿（Richmal Crompton）、纳特·古尔德（Nat Gould）。
峰区的自然景观和历史民居也是电影和电视深受欢迎的置景地。1955年的经典电影《轰炸鲁尔水坝记》是在德文特山谷水库上游取景，电影讲述了二战期间英国皇家空军对德国鲁尔水坝实施的炸弹轰炸。近期改编的《傲慢与偏见》，龙诺尔（Longnor）就具有兰布顿的特征，而莱姆公园和查茨沃斯庄园则替代了彭伯利庄园。哈登庄园不仅两次以桑菲尔德庄园形象，出现在两版不同的改编后的《简·爱》中，还在许多其他电影如《伊丽莎白》、《公主新娘》和《另一个波琳家的女孩》中。连续上演的医疗电视剧《山区诊所》置景于峰区德比郡Cardale村。并在克里奇（Crich）、马特洛克和峰区的其他地点拍摄。